# ヴェネツィアのドージェ一覧
ヴェネツィアのドージェ一覧（ヴェネツィアのドージェいちらん）
以下にヴェネツィア共和国のドージェ（元首）の一覧を記す。
1. パオロ・ルーチョ・アナフェスト（英語版） Paolo Lucio Anafesto（697年 - 717年）
2. マルチェッロ・テガッリアーノ（英語版） Marcello Tegalliano（717年 - 726年）
3. オルソ・イパート（英語版） Orso Ipato（726年 - 737年）→742年まで一時元首不在
4. テオダート・イパート（英語版） Teodato Ipato（742年 - 755年）
5. ガッラ・ガウロ（英語版） Galla Gaulo（755年 - 756年）
6. ドメニコ・モネガリオ（英語版） Domenico Monegario（756年 - 764年）
7. マウリツィオ・ガルバイオ（英語版） Maurizio Galbaio（764年 - 787年）
8. ジョヴァンニ・ガルバイオ（英語版） Giovanni Galbaio（787年 - 804年）
9. オベレリオ・アンテノレオ（英語版） Obelerio Antenoreo（804年 - 810年）
10. アンジェロ・パルテチパツィオ（英語版） Angelo Partecipazio（811年 - 827年）
11. ジュスティニアーノ・パルテチパツィオ（英語版） Giustiniano Partecipazio（828年 - 829年）
12. ジョヴァンニ・パルテチパツィオ1世（英語版） Giovanni I Partecipazio（829年 - 836年）
13. ピエトロ・トラドニコ（英語版） Pietro Tradonico（836年 - 864年）
14. オルソ・パルテチパツィオ1世（英語版） Orso I Partecipazio（864年 - 881年）
15. ジョヴァンニ・パルテチパツィオ2世（英語版） Giovanni II Partecipazio（881年 - 887年）
16. ピエトロ・カンディアーノ1世（英語版） Pietro I Candiano（887年 - 888年）
17. ピエトロ・トリブーノ（英語版） Pietro Tribuno（888年 - 912年）
18. オルソ・パルテチパツィオ2世（英語版） Orso II Partecipazio（912年 - 932年）
19. ピエトロ・カンディアーノ2世（英語版） Pietro II Candiano（932年 - 939年）
20. ピエトロ・パルテチパツィオ（英語版） Pietro Partcipazio（939年 - y942年）
21. ピエトロ・カンディアーノ3世（英語版） Pietro III Candiano（942年 - 959年）
22. ピエトロ・カンディアーノ4世（英語版） Pietro IV Candiano（959年 - 976年）
23. ピエトロ・オルセオロ1世（英語版） Pietro I Orseolo（976年 - 978年）
24. ヴィターレ・カンディアーノ（英語版） Vitale Candiano（978年 - 979年）
25. トリブーノ・メンモ（英語版） Tribuno Memmo（979年 - 991年）
26. ピエトロ・オルセオロ2世（英語版） Pietro II Orseolo（991年 - 1009年）
27. オットーネ・オルセオロ（英語版） Ottone Orseolo（1009年 - 1026年）
28. ピエトロ・チェントラニコ（英語版） Pietro Centranico（1026年 - 1030年）
29. ドメニコ・フラバニコ（英語版） Domenico Flabanico（1032年 - 1043年）
30. ドメニコ・コンタリーニ（英語版） Domenico Contarini（1043年 - 1071年）
31. ドメニコ・セルヴォ（英語版） Domenico Selvo（1071年 - 1084年）
32. ヴィターレ・ファリエル（英語版） Vitale Falier de' Doni（1084年 - 1096年）
33. ヴィターレ・ミキエル1世（英語版） Vitale I Michiel（1096年 - 1102年）
34. オルデラッフォ・ファリエル（英語版） Ordelaffo Falier（1102年 - 1117年）
35. ドメニコ・ミキエル（英語版） Domenico Michiel（1117年 - 1130年）
36. ピエトロ・ポラーニ（英語版） Pietro Polani（1130年 - 1148年）
37. ドメニコ・モロシーニ（英語版） Domenico Morosini（1148年 - 1156年）
38. ヴィターレ・ミキエル2世 Vital II Michiel（1156年 - 1172年）
39. セバスティアーノ・ツィアニ（英語版） Sebastiano Ziani（1172年 - 1178年）
40. オリオ・マストロピエノ Orio Mastropiero（1178年 - 1192年）
41. エンリコ・ダンドロ Enrico Dandolo（1192年 - 1205年）
42. ピエトロ・ツィアニ（英語版） Pietro Ziani（1205年 - 1229年）
43. ヤコポ・ティエポロ Jacopo Tiepolo（1229年 - 1249年）
44. マリーノ・モロシーニ（英語版） Marino Merosini（1249年 - 1253年）
45. ラニエル・ゼン（英語版） Ranier Zen（1253年 - 1268年）
46. ロレンツォ・ティエポロ Lorenzo Tiepolo（1268年 - 1275年）
47. ヤコポ・コンタリーニ（英語版） Jacopo Contarini（1275年 - 1280年）
48. ジョヴァンニ・ダンドロ（英語版） Giovanni Dandolo（1280年 - 1289年）
49. ピエトロ・グラデニーゴ Pietro Gradenigo（1289年 - 1311年）
50. マリーノ・ツォルジ（英語版） Marino Zorzi（1311年 - 1312年）
51. ジョヴァンニ・ソランツォ（英語版） Giovanni Soranzo（1312年 - 1328年）
52. フランチェスコ・ダンドロ（英語版） Francesco Dandolo（1329年 - 1339年）
53. バルトロメオ・グラデニーゴ（英語版） Bartolomeo Gradenigo（1339年 - 1342年）
54. アンドレア・ダンドロ Andrea Dandolo（1343年 - 1354年）
55. マリーノ・ファリエロ Marino Faliero（1354年 - 1355年）
56. ジョヴァンニ・グラデニーゴ（英語版） Giovanni Gradenigo（1355年 - 1356年）
57. ジョヴァンニ・ドルフィン（英語版） Giovanni Dolfin（1356年 - 1361年）
58. ロレンツォ・チェルシ（英語版） Lorenzo Celsi（1361年 - 1365年）
59. マルコ・コルネール（英語版） Marco Corner（1365年 - 1368年）
60. アンドレア・コンタリーニ Andrea Contarini（1368年 - 1382年）
61. ミケーレ・モロシーニ（英語版） Michele Morosini（1382年）
62. アントニオ・ヴェニエル（英語版） Antonio Venier（1382年 - 1400年）
63. ミケーレ・ステーノ（英語版） Michele Steno（1400年 - 1413年）
64. トンマーゾ・モチェニーゴ Tommaso Mocenigo（1414年 - 1423年）
65. フランチェスコ・フォスカリ Francesco Foscari（1423年 - 1457年）
66. パスクアーレ・マリピエロ（英語版） Pasquale Malipiero（1457年 - 1462年）
67. クリストフォロ・モーロ（英語版） Cristoforo Moro（1462年 - 1471年）
68. ニコロ・トロン（英語版） Nicolo Trono（1471年 - 1473年）
69. ニコロ・マルチェッロ（英語版） Nicolo Marcello（1474年）
70. ピエトロ・モチェニーゴ（英語版） Pietro Mocenigo（1474年 - 1476年）
71. アンドレア・ヴェンドラミン（英語版） Andrea Vendramin（1476年 - 1478年）
72. ジョヴァンニ・モチェニーゴ Giovanni Mocenigo（1478年 - 1485年）
73. マルコ・バルバリーゴ（英語版） Marco Barbarigo（1485年 - 1486年）
74. アゴスティーノ・バルバリーゴ Agostin Barbarigo（1486年 - 1501年）
75. レオナルド・ロレダン Leonardo Loredan（1501年 - 1521年）
76. アントニオ・グリマーニ（英語版） Antonio Grimani（1521年 - 1523年）
77. アンドレア・グリッティ Andrea Gritti（1523年 - 1538年）
78. ピエトロ・ランド（英語版） Pietro Lando（1538年 - 1545年）
79. フランチェスコ・ドナート（英語版） Francesco Donato（1545年 - 1553年）
80. マルカントニオ・トレヴィザン Marcantonio Trevisan（1553年 - 1554年）
81. フランチェスコ・ヴェニエル（英語版） Francesco Venier（1554年 - 1556年）
82. ロレンツォ・プリウリ（英語版） Lorenzo Priuli（1556年 - 1559年）
83. ジローラモ・プリウリ Girolamo Priuli（1559年 - 1567年）
84. ピエトロ・ロレダン Pietro Loredan（1567年 - 1570年）
85. アルヴィーゼ・モチェニーゴ1世（英語版） Alvise I Mocenigo（1570年 - 1577年）
86. セバスティアーノ・ヴェニエル Sebastiano Venier（1577年 - 1578年）
87. ニコロ・ダ・ポンテ Nicolo da Ponte（1578年 - 1585年）
88. パスクアーレ・チコーニャ（英語版） Pasqual Cicogna（1585年 - 1595年）
89. マリーノ・グリマーニ（英語版） Marino Grimani（1595年 - 1605年）
90. レオナルド・ドナ（英語版） Leonardo Dona（1606年 - 1612年）
91. マルカントニオ・メンモ（英語版） Marcantonio Memmo（1612年 - 1615年）
92. ジョヴァンニ・ベンボ（英語版） Giovanni Bembo（1615年 - 1618年）
93. ニコロ・ドナ（英語版） Nicolo Dona（1618年）
94. アントニオ・プリウリ（英語版） Antonio Priuli（1618年 - 1623年）
95. フランチェスコ・コンタリーニ（英語版） Francesco Contarini（1623年 - 1624年）
96. ジョヴァンニ・コルネール1世（英語版） Giovanni Corner（1625年 - 1629年）
97. ニコロ・コンタリーニ（英語版） Nicolo Contarini（1630年 - 1631年）
98. フランチェスコ・エリッツォ（英語版） Francesco Erizzo（1631年 - 1646年）
99. フランチェスコ・モリン（英語版） Francesco Molin（1646年 - 1655年）
100. カルロ・コンタリーニ（英語版） Carlo Contarini（1655年 - 1656年）
101. フランチェスコ・コルネール（英語版） Francesco Corner（1656年）
102. ベルトゥッチョ・ヴァリエル（英語版） Bertuccio Valier（1656年 - 1658年）
103. ジョヴァンニ・ペーザロ（英語版） Giovanni Pesaro（1658年 - 1659年）
104. ドメニコ・コンタリーニ（英語版） Domenico Contarini（1659年 - 1675年）
105. ニコロ・サグレード（英語版） Nicolo Sagredo（1675年 - 1676年）
106. アルヴィーゼ・コンタリーニ（英語版） Alvise Contarini（1676年 - 1684年）
107. マルカントニオ・ジュスティニアン（英語版） Marcantonio Giustinian（1684年 - 1688年）
108. フランチェスコ・モロシーニ Francesco Morosini（1688年 - 1694年）
109. シルヴェストロ・ヴァリエル（英語版） Silvestro Valier（1694年 - 1700年）
110. アルヴィーゼ・モチェニーゴ2世（英語版） Alvise II Mocenigo（1700年 - 1709年）
111. ジョヴァンニ・コルネール2世（英語版） Giovanni II Corner（1709年 - 1722年）
112. アルヴィーゼ・モチェニーゴ3世（英語版） Alvise III Mocenigo（1722年 - 1732年）
113. カルロ・ルッツィーニ Carlo Ruzzini（1732年 - 1735年）
114. アルヴィーゼ・ピサーニ（英語版） Alvise Pisani（1735年 - 1741年）
115. ピエトロ・グリマーニ（英語版） Pietro Grimani（1741年 - 1752年）
116. フランチェスコ・ロレダン（英語版） Francesco Loredan（1752年 - 1762年）
117. マルコ・フォスカリーニ（英語版） Marco Foscarini（1762年 - 1763年）
118. アルヴィーゼ・モチェニーゴ4世（英語版） Alvise IV Mocenigo（1763年 - 1778年）
119. パオロ・レニエール（英語版） Paolo Renier（1779年 - 1789年）
120. ルドヴィーコ・マニン（英語版） Ludovico Manin（1789年 - 1797年）